# Swan Hill Regional Art Gallery
Swan Hill Regional Art Gallery est une galerie d'art publique située dans la ville de Swan Hill dans l'État de Victoria.

## Histoire et description
La Swan Hill Regional Art Gallery est une galerie publique, créée en 1966. Elle a ouvert ses portes dans son bâtiment actuel, conçu par l'architecte australien Ian Douglas, en 1987. En 2013, des plans d'expansion ont été annoncés, y compris une proposition d'augmentation de l'espace des ateliers d'enseignement.
Les artistes dont les œuvres sont conservées par la galerie comprennent Constance Stokes, John Brack, Ray Crooke, Pro Hart, Kenneth Jack, Mary Macqueen, Sidney Nolan, Andrew Sibley, Ernest Trova et un certain nombre d'artistes locaux.
La galerie est membre de la Public Galleries Association of Victoria.